# Beg
Beg er et sort eller mørkebrunt restprodukt (remanens) fra destillationen af trætjære. De hårdeste begtyper er glasagtige ved almindelig temperatur, idet de ved slag går i stykker med muslet brud, men allerede ved lidt forhøjede temperaturer (50-100 °C) bliver beg blødt eller endog flydende. Beg har tidligere haft stor betydning som tætnings- og imprægneringsmiddel, fx i træskibe og tønder, samt som bindemiddel i briketter og i lerduer. I dag er den vigtigste anvendelse som bindemiddel i anoder til elektrolytisk aluminiumproduktion.
I oldtiden blev beg af birkebark brugt som klæbemiddel, bl.a. når man skulle fæstne spyd- eller pilespidser til skafterne.
Også destillation af jordolie giver en begagtig masse som restprodukt. Denne kaldes bitumen og anvendes blandt andet som asfalt til vejbelægninger.